# Peters Township (comté de Franklin, Pennsylvanie)
Peters Township est un township situé à l'ouest du comté de Franklin, en Pennsylvanie, aux États-Unis,. En 2010, il comptait une population de 4 430 habitants.

## Démographie
Lors du recensement de 2010, le township comptait une population de 4 430 habitants. Elle est estimée, en 2018, à 4 423 habitants.